# Lioligus nitidus
Lioligus nitidus är en skalbaggsart som först beskrevs av Victor Ivanovitsch Motschulsky 1845.  Lioligus nitidus ingår i släktet Lioligus och familjen kulbaggar. Inga underarter finns listade i Catalogue of Life.